# 北魚沼郡
北魚沼郡（日语：／ Kitauonuma gun */?）為新潟縣中越地方中部的郡。已在2010年3月31日因無管轄町村而廢止。
廢止前轄有以下1町：
- 川口町